# ببک (بشیکتاش)
ببک (انگلیسی: Bebek, Beşiktaş)، یک محله در شهرداری و ناحیه بشیکتاش (استانبول)، استانبول، ترکیه است.